# Cyperns flag
Cyperns flag er hvidt med et kobberfarvet kort over øen og herunder to grønne olivenkviste. Den hvide farve og de to olivenkviste symboliserer fred. Cypern er det eneste land (ud over den delvist anerkendte republik Kosovo) som har et landkort på sit flag. Kobberfarven symboliserer den store forekomst af kobber på øen. Flaget blev designet af İsmet Güney, en tyrkisk-cypriotisk kunstlærer, som bevist fravalgte farverne blå eller rød, for undgå henvisninger til Grækenlands og Tyrkiets flag.
- Wikimedia Commons har flere filer relateret til Cyperns flag

| Flag | Spire Denne artikel om flag eller vexillologi er en spire som bør udbygges. Du er velkommen til at hjælpe Wikipedia ved at udvide den. |